# Armillaria socialis
Armillaria socialis är en svampart som först beskrevs av Augustin Pyrame de Candolle, och fick sitt nu gällande namn av Victor Fayod 1889. Armillaria socialis ingår i släktet Armillaria och familjen Physalacriaceae.   Inga underarter finns listade i Catalogue of Life.